# 马尔蒂拉诺隆巴尔多
马尔蒂拉诺隆巴尔多（義大利語：Martirano Lombardo），是意大利卡坦扎罗省的一个市镇。总面积19平方公里，人口1223人，人口密度64.4人/平方公里（2009年）。ISTAT代码为079074。